# Lei de identidade de gênero (Chile)
A Lei de identidade de gênero no Chile refere-se à Lei 21.120, que reconhece e dá proteção ao direito e à identidade de gênero, publicada no Diário Oficial do Chile de outubro a dezembro de 2018. O objetivo desta lei é permitir a mudança de nome e o sexo registrado de uma pessoa, quando tal item não corresponder ou não for congruente com sua identidade de gênero.
Foi promulgada por Sebastian Piñera em 28 de novembro de 2018 e publicada no Diário da República a 10 de dezembro do mesmo ano. O projeto foi uma iniciativa parlamentar apresentada em 7 de maio de 2013 pelas senadoras Lily Pérez e Ximena Rincón e pelos senadores Camilo Escalona, Ricardo Lagos Weber e Juan Pablo Letelier, com o apoio e aconselhamento de organizações da sociedade civil sobre sexualidades e gênero.